# Seps (Mythologie)

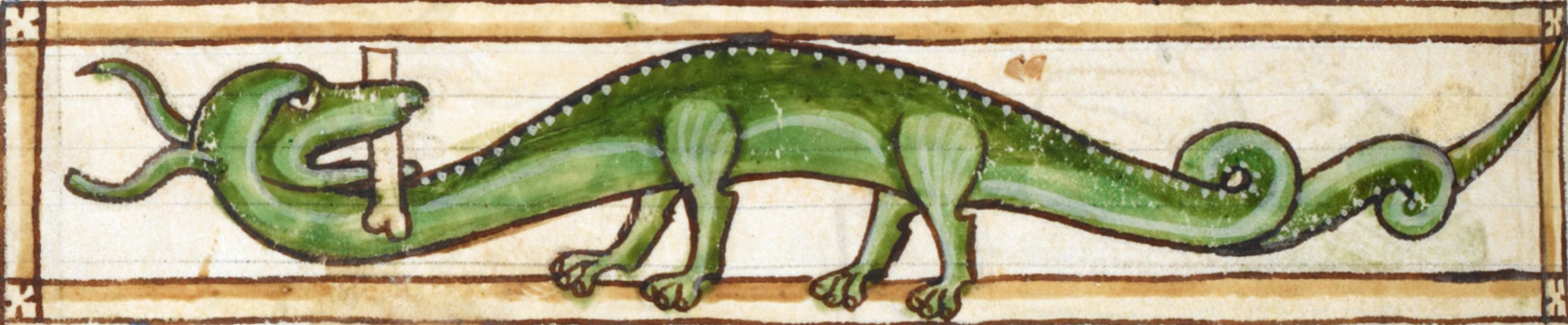
Bestiary Harley MS 3244, Bestiary, 13. Jh., British Library

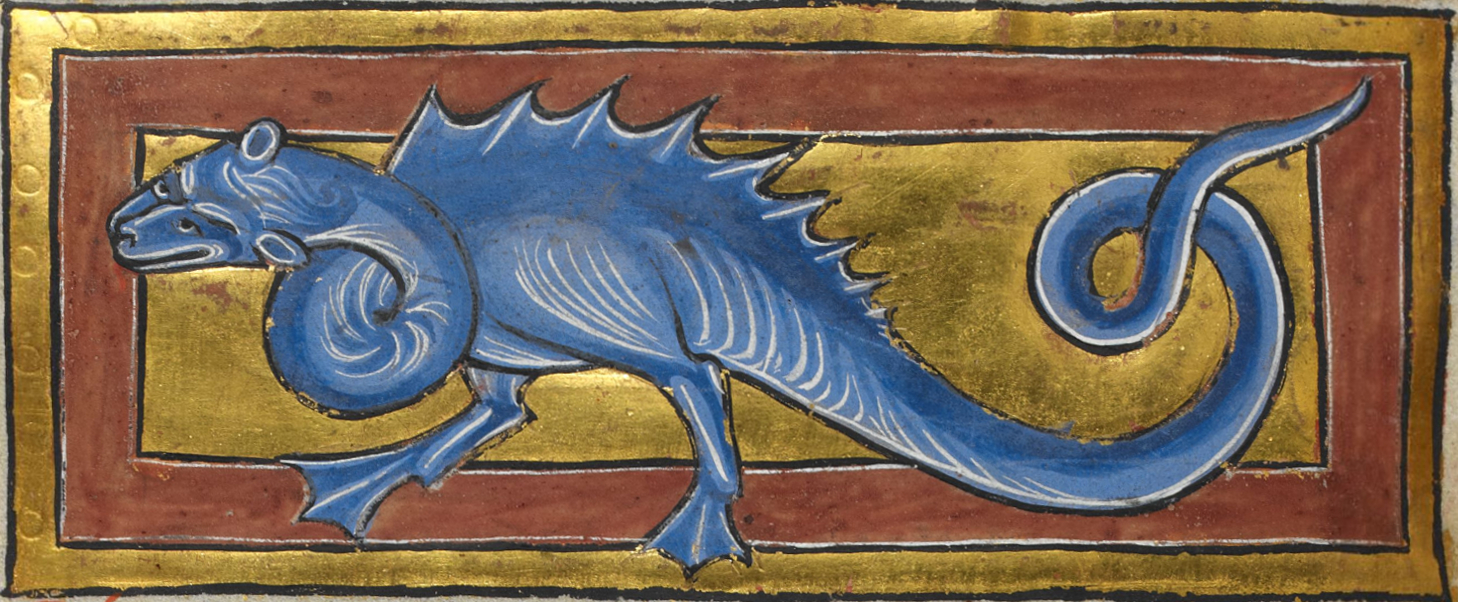
Royal Bestiary MS 12 C XIX; 1200–1210, British Library

Die Seps ist eine legendäre Schlange aus mittelalterlichen Bestiarien, die sich dadurch auszeichnet, dass sie angeblich ein extrem zersetzendes Gift hat, das ihre Beute verflüssigt.

## Antike Quellen
Marcus Annaeus Lucanus berichtet in seinen Pharsalia, über ihr Aussehen und die Wirkungen ihres Giftes kurz in den Zeilen 722-3, sowie ausführlich in den Zeilen 763–768:
| oraque distendeus avides spumantia prester: ossaque dissoluens cum tabificus seps | und der die Knochen vom Körper lösende und die Verwesung bringende Seps |
| oraque distendeus avides spumantia prester: ossaque dissoluens cum tabificus seps“ (und der die Knochen vom Körper lösende und die Verwesung bringende Seps) „miserique in crure Sabelli seps stetit exiguus; quem flexo dente tenacem avulsitque manu piloque affixit harenis. parva modo serpens; sed qua non ulla cruentae tantum mortis habet. nam plagae proxima circum fugit rapta cutis pallentiaque ossa retexit; iamque sinu laxo nudum sine corpore vulnus. membra natant sanie, surae fluxere, sine ullo tegmine poples erat, femorum quoque musculus omnis liquitur, et nigra destillant inguina tabe. dissiluit stringens uterum membrana, fluuntque viscera; nec, quantus toto de corpore debet, effluit in terras, saevum sed membra venenum decoquit, in minimum mors contrahit omnia virus. quidquid homo est, aperit pestis natura profana: vincula nervorum et laterum textura cavumque pectus et abstrusum fibris vitalibus omne morte patet. manant umeri fortesque lacerti, colla caputque fluunt: calido non ocius Austro nix resoluta cadit nec solem cera sequetur. parva loquor, corpus sanie stillasse perustum: hoc et flamma potest; sed quis rogus abstulit ossa? haec quoque discedunt, putrusque secuta medullas nulla manere sinunt rapidi vestigia fati. Cinyphias inter pestes tibi palma nocendi est: eripiunt omnes animan, tu sola cadaver. | Im Unterschenkel eines unglücklichen Sabellers steckte ein winziger Seps, den er, als das Tier sich mit seinem gebogenen Zahn festbiss, von Hand herausriss und mit seinem Speer im Sand aufspießte. Zwar war die Schlange nur klein, aber wie keine andere hatte sie große Kraft einen blutigen Tod herbeizuführen. Die Haut wurde zunächst um die Bissstelle herum hinweggerafft, löste sich auf und enthüllte die bleichen Knochen. Sobald der Gewandbausch bei Seite geschoben war, lag da eine nackte Wunde ohne Körper. Die Glieder schwammen im Wundeiter, es zerflossen die Waden, ohne jede Bedeckung war die Kniekehle, jeder Muskel der Beine verflüssigte sich; die Weichteile träufelten von schwarzem Verwesungssaft. Das Zwerchfell, das den Unterleib zusammenhält, platzte auf, und es ergossen sich die Eingeweide. Es floss nicht soviel auf die Erde, wieviel es von der ganzen Körpermasse her eigentlich hätten sein müssen, sondern das grausame Gift verdampfte sogar die Glieder; der Tod komprimierte alles zu einem sehr kleinen giftigen Schleim. Was auch immer der Mensch ist, eröffnete das ruchlose Wesen des Giftes: die Bänder der Muskeln, das Geflecht an den Flanken und die gewölbte Brust; ein jeder Teil, der sonst von den lebenswichtigen Eingeweiden verdeckt wird, lag im Tod offen da. Es zerströmten die Schultern und die starken Arme, Hals und Haupt zerflossen: Nicht schneller schmilzt weder der vom warmen Auster aufgelöste Schnee, noch das Wachs in der Sonne. Wenig erzähle ich nur, wie der verbrannte Körper vor Eiter tropfte. Dies vermag zwar auch eine Flamme, doch welcher Scheiterhaufen vernichtet die Knochen? Diese trennten sich voneinander, folgten dem verpesteten Knochenmark und ließen keine Spuren des dahinraffenden Todes zurück. Unter den Scheusalen Nordafrikas gebührt dir der Kampfpreis für die schrecklichste Wirkung; denn alle Schlangen entreißen zwar die Seele, du allein aber auch den Leichnam. |

Isidor von Sevilla erwähnt im 7. Jahrhundert in seinen Etymologiae, Buch 12, 4.17:„Seps, tabificus aspis quidum momorderit hominem, statim eum consumit, ita ut liquefiat totus in ore serpentis.“ (Seps [ist] eine zersetzende aspis, die, während sie den Menschen beißt, ihn sofort aufzehrt, so dass er im Maul der Schlange ganz flüssig wird.)

## Neuere Nennungen
Im 12. Jahrhundert beschreibt das Bestiarium von Aberdeen ebenfalls die Seps als eine kleine Schlange, die mit ihrem Gift nicht nur den Körper, sondern auch die Knochen verzehrt (folio 69v). Im Bestiarium von Oxford (Ende 12., Anfang 13. Jahrhundert) findet man auf folio 82v: „Seps ist eine kleine Schlange, die mit ihrem Gift nicht nur den Körper aufzehrt, sondern auch die Knochen“.
In einem Lexikon aus dem Jahr 1721 steht:
Seps
Seps, seu Sepedon, ist ein Geschlecht der Schlangen, etwan drey Schuhe lang und nach Proportion dicke. Ihr Kopf ist breit, die Schnautze spitzig. Die Haut sieht aschenfarbig und manchmahl röthlicht, mit weissen Flecken, gezeichnet: sie hat vier krumme Zähne: der Schwantz ist kurtz. Sie hält sich im Gebürge Syrien auf. Ihr Biß ist gar sehr giftig und bringet das verletzte Theil gar dald zur Fäulung, darauf der Tod zu folgen pflegt, wo nicht stracks Rath geschaffet wird. Die Gegenmittel sind, daß man das Glied, das sie gebissen hat, über dem Biß gantz veste binde, wann es sich anders binden läst: der Kopf des Thieres muß zerquetscht und drauf geleget werden: und dem Patienten wird die Leber und das Hertze eingegeben, wie auch das Vipernsaltz, oder in dessen Ermangelung, Theriac. Diese Schlange führet viel flüchtig Saltz und Oel.
Sie hat solche Kraft, als wie die Nattern.
Seps, seu Sepedon kommt von σήψειν, putrefacere, zur Fäulung bringen, weil dieser Schlangen Biß das beschädigte Theil gar bald zur Fäulung bringt.
Percy Bysshe Shelley schreibt 1820 in Prometheus Unbound (Akt III, Szene 1):
... all my being,

Like him whom the Numidian seps did thaw

Into a dew with poison, is dissolved